# Колєдаєв Олексій Миколайович
Олексій Миколайович Колєдаєв (27 березня 1976, м. Усть-Каменогорськ, СРСР) — казахський хокеїст, захисник.  
Виступав за «Металург» (Новокузнецьк), «Сибір» (Новосибірськ), «Торпедо» (Усть-Каменогорськ), Металург Новокузнецьк, «Сокіл» (Красноярськ), «Сахалін».  
У складі національної збірної Казахстану учасник зимових Олімпійських ігор 2006, учасник чемпіонатів світу 1999 (група B), 2005, 2006, 2010 і 2011 (дивізіон I).